# Rosental an der Kainach
Rosental an der Kainach  är en ort och kommun i  distriktet Voitsberg i förbundslandet Steiermark i Österrike.